# Mörbisch am See
Mörbisch am See (ungerska: Fertőmeggyes, kroatiska: Merbiš) är en kommun i det österrikiska förbundslandet Burgenland. Kommunen ligger vid Neusiedlersjön, 6 km söder om staden Rust och bara 1,5 kilometer från den ungerska gränsen. De gamla ortsdelarna i Mörbisch ingår i världskulturarvet Neusiedler See-Seewinkel.
Mörbisch, som tillhörde Ungern fram till 1921, omnämndes för första gången 1254 och hörde till släkten Sopron mellan 1358 och 1848. Som liten oskyddad by vid sjön skövlades Mörbisch flera gånger under de osmanska krigen på 1500- och 1600-talen och Rákócziupproret i början på 1700-talet. Även en rad större bränder drabbade orten, den sista på 1840-talet.
1921 kom kommunen Mörbisch am See, som del av det nybildade förbundslandet Burgenland, att tillhöra Österrike. Efter andra världskriget stängdes gränsen till Ungern helt och hållet. Mörbisch, som låg vid en viktig väg mellan Eisenstadt och Sopron, befann sig plötsligt vid slutet av en återvändsväg. Idag kan fotgängare och cyklister passera gränsen till Ungern vid Mörbisch.
Mörbisch har en väl bevarad ortsbild från mitten av 1800-talet. Många för regionen typiska långsmala gårdar ligger med kortsidan mot huvudvägen. Heimathaus är idag ett museum.
Mörbisch är en av de största turistorterna i Burgenland. På sommaren anordnas sjöfestspelen (operettfestivalen) på sjöscenen som byggdes på 1950-talet.